# Gymnographa cyclospora
Gymnographa cyclospora är en lavart som först beskrevs av Johannes Müller Argoviensis, och fick sitt nu gällande namn av Staiger. Gymnographa cyclospora ingår i släktet Gymnographa och familjen Graphidaceae.   Inga underarter finns listade i Catalogue of Life.